# (4895) Embla
(4895) Embla (1986 TK4) – planetoida z grupy pasa głównego asteroid okrążająca Słońce w ciągu 3,62 lat w średniej odległości 2,35 j.a. Odkryta 13 października 1986 roku.